# Communauté de communes Brie Nangissienne
Die Communauté de communes Brie Nangissienne (inoffiziell auch: Communauté de communes de la Brie Nangissienne) ist ein französischer Gemeindeverband mit der Rechtsform einer Communauté de communes im Département Seine-et-Marne in der Region Île-de-France. Der Gemeindeverband wurde am 29. August 2005 gegründet und umfasst 20 Gemeinden. Der Verwaltungssitz befindet sich im Ort Nangis.

## Historische Entwicklung
Mit Wirkung vom 1. Januar 2017 wurde der Gemeindeverband um vier Gemeinden von der ehemaligen Communauté de communes de l’Yerres à l’Ancœr erweitert.

## Mitgliedsgemeinden
| Gemeinde                                 | Einwohner 1. Januar 2022 | Fläche km² | Dichte Einw./km² | Code INSEE | Postleitzahl |
| ---------------------------------------- | ------------------------ | ---------- | ---------------- | ---------- | ------------ |
| Aubepierre-Ozouer-le-Repos               | 965                      | 26,83      | 36               | 77010      | 77720        |
| Bréau                                    | 371                      | 1,35       | 275              | 77052      | 77720        |
| Châteaubleau                             | 363                      | 3,40       | 107              | 77098      | 77370        |
| Clos-Fontaine                            | 235                      | 5,97       | 39               | 77119      | 77370        |
| Fontains                                 | 261                      | 14,36      | 18               | 77190      | 77370        |
| Fontenailles                             | 1.090                    | 27,44      | 40               | 77191      | 77370        |
| Gastins                                  | 722                      | 14,95      | 48               | 77201      | 77370        |
| Grandpuits-Bailly-Carrois                | 1.014                    | 24,50      | 41               | 77211      | 77720        |
| La Chapelle-Gauthier                     | 1.398                    | 17,36      | 81               | 77086      | 77720        |
| La Chapelle-Rablais                      | 907                      | 15,44      | 59               | 77089      | 77370        |
| La Croix-en-Brie                         | 672                      | 29,43      | 23               | 77147      | 77370        |
| Mormant                                  | 5.280                    | 16,60      | 318              | 77317      | 77720        |
| Nangis                                   | 8.883                    | 24,16      | 368              | 77327      | 77370        |
| Quiers                                   | 652                      | 11,91      | 55               | 77381      | 77720        |
| Rampillon                                | 833                      | 23,12      | 36               | 77383      | 77370        |
| Saint-Just-en-Brie                       | 264                      | 7,36       | 36               | 77416      | 77370        |
| Saint-Ouen-en-Brie                       | 833                      | 5,69       | 146              | 77428      | 77720        |
| Vanvillé                                 | 186                      | 7,53       | 25               | 77481      | 77370        |
| Verneuil-l’Étang                         | 3.211                    | 7,81       | 411              | 77493      | 77390        |
| Vieux-Champagne                          | 190                      | 8,89       | 21               | 77496      | 77370        |
| Communauté de communes Brie Nangissienne | 28.330                   | 294,10     | 96               | –          | –            |